# Día Internacional de la Francofonía
El Día Internacional de la Francofonía es una jornada que se celebra anualmente el 20 de marzo desde 1988, establecida por la Organización Internacional de la Francofonía (OIF) con apoyo de UNESCO en esa misma fecha.

## Proclamación
El 20 de marzo se estableció como el Día Internacional de la Francofonía para conmemorar la firma de la Convención de Niamey en 1970 donde se estableció la unión entre los países de habla francesa, simbolizando con esta fecha su hermanamiento. Este día refleja el compromiso de promover el francés, facilitando la educación, la comunicación, el desarrollo y el comercio para más de 220 millones de francoparlantes. La proclamación de este día refleja un compromiso colectivo con la promoción de valores fundamentales como la paz, la democracia y el respeto por los derechos humanos, principios que unen a todos los miembros de la Organización Internacional de la Francofonía (OIF).

## Celebración
El 20 de marzo se ha consolidado como una fecha emblemática para celebrar la riqueza y diversidad de la francofonía a nivel mundial, esta elección de fecha está vinculada a la ciudad de Niamey y la convención que allí se realizó. Desde su primera celebración en 1988,este día ha servido como plataforma para destacar la importancia del francés como lengua de unión y diversidad. En 2013, por ejemplo, se destacó la contribución de las mujeres francófonas a la sociedad, en un evento liderado por Francia con el apoyo de la OIF, UNESCO y ONU Mujeres, subrayando la visibilidad, igualdad y solidaridad dentro de la comunidad francófona.

## Temas
- 2011: Dis-moi dix mots[5]
- 2012: Le français est une chance[6]
- 2013: Le français est une chance[7]
- 2014: Le français est une chance[8]
- 2015: J’ai à cœur ma planète[9]
- 2016: Le pouvoir des mots[10]
- 2017: J’aime, Je partage[11]
- 2018: la langue française, notre trait d’union pour agir[12]
- 2019: En français… s’il vous plaît ;-)[13]
- 2020: Construisons Internationale de la Francophonie de l'avenir[14]
- 2021: Femmes francophones, Femmes résilientes[15]
- 2022: La Francophonie de l’avenir[16]
- 2023: 321 millions de francophones, des milliards de contenus culturels[17]
- 2024: Créer, innover, entreprendre en français[18]